# Tyrus McGee
Pour les articles homonymes, voir McGee.
Tyrus McGee, né le 14 mars 1991 à Stringtown, en Oklahoma, est un joueur américain de basket-ball qui évolue au poste d'arrière. Non sélectionné lors de la draft 2013 de la NBA, il joue en Europe, évoluant dans de nombreux pays comme l'Espagne, l'Italie, la France, Israël.

## Biographie

### CB Breogán (2013-2014)
Le 27 juin 2013, automatiquement éligible, il n'est pas sélectionné à la draft 2013 de la NBA.
En août 2013, il signe son premier contrat professionnel en Espagne, au CB Breogán qui évolue en LEB Oro, la deuxième division espagnole.

### Eisbaren Bremerhaven (2014-fév. 2015)
En juillet 2013, il participe à la NBA Summer League 2014 de Las Vegas avec les Warriors de Golden State.
Le 31 juillet 2014, il signe en Allemagne à l'Eisbären Bremerhaven.

### Orlandina Basket (fév.-juil. 2015)
Le 27 février 2015, il signe en Italie à l'Orlandina Basket.

### Vanoli Cremona (2015-2016)
En juillet 2015, il participe à la NBA Summer League 2015 de Las Vegas avec les Bulls de Chicago.
Le 24 juillet 2015, il reste en Italie et signe au Vanoli Cremona pour la saison 2015-2016. Son équipe termine à la 4e position du championnat et participe aux playoffs.

### Reyer Venezia Mestre (2016-2017)
Le 8 juillet 2016, il poursuit sa carrière italienne et signe au Reyer Venezia Mestre. À la fin de la saison, il remporte le titre de Champion d'Italie 2017.

### Pistoia 2000 (2017-2018)
Le 9 août 2017, il s'engage avec le club italien du Pistoia Basket 2000.

### Afyon Belediye (2018-jan. 2019)
Le 28 juillet 2018, McGee quitte l'Italie après trois années et signe avec le club turc de l'Afyon Belediye (en).

### Dinamo Sassari (jan.-juil. 2019)
Le 14 janvier 2019, il revient en Italie et s'engage avec le Dinamo Sassari pour le reste de la saison 2018-2019. Avec ce dernier, il remporte l'édition 2019 de la FIBA Europe Cup.

### Pau-Lacq-Orthez (2019-2020)
Le 6 août 2019, McGee signe en France, à Pau-Lacq-Orthez pour la saison 2019-2020.

### Hapoël Holon (2020-2021 et depuis 2022)
Au mois d'août 2020, il s'engage pour une saison avec l'Hapoël Holon qui évolue en première division israélienne et en Ligue des champions.

## Statistiques

### Universitaires
| Saison    | Équipe      | Matchs | Titul. | Min./m | % Tir | % 3pts | % LF | Rbds/m. | Pass/m. | Int/m. | Ctr/m. | Pts/m. |
| --------- | ----------- | ------ | ------ | ------ | ----- | ------ | ---- | ------- | ------- | ------ | ------ | ------ |
| 2009-2010 | Cowley (en) |        |        |        |       |        |      |         |         |        |        |        |
| 2010-2011 | Cowley      |        |        |        |       |        |      |         |         |        |        |        |
| 2011-2012 | Iowa State  | 34     | 0      | 19,9   | 42,6  | 39,4   | 83,9 | 3,29    | 0,65    | 0,47   | 0,24   | 7,71   |
| 2012-2013 | Iowa State  | 35     | 2      | 24,0   | 48,8  | 46,4   | 82,0 | 3,51    | 1,31    | 1,14   | 0,31   | 13,14  |
| Total     | Total       | 69     | 2      | 22,0   | 46,5  | 43,7   | 82,9 | 3,41    | 0,99    | 0,81   | 0,28   | 10,46  |

## Palmarès
- Vainqueur de la FIBA Europe Cup avec Dinamo Basket Sassari en 2019.
- Champion d'Italie avec Reyer Venise en 2016-2017.